# Ancistrocerus adenensis
Ancistrocerus adenensis är en stekelart som beskrevs av Giordani Soika 1952. Ancistrocerus adenensis ingår i släktet murargetingar, och familjen Eumenidae. Inga underarter finns listade i Catalogue of Life.